# Protandrena sorocula
Protandrena sorocula är en biart som beskrevs av Timberlake 1976. Protandrena sorocula ingår i släktet Protandrena och familjen grävbin. Inga underarter finns listade i Catalogue of Life.